# Mōkapu Island
Mōkapu Island ist eine kleine, unbewohnte Insel vor der Nordküste Molokaʻis im Archipel von Hawaiʻi. Sie liegt nur knapp einen Kilometer nördlich der Nordküste Molokaʻis, südöstlich der Kalaupapa-Halbinsel und gehört zum Waikolu ahupuaʻa des Kalawao County.
Das bis zu 110 m hohe Eiland bildet ein annähernd gleichschenkliges Dreieck mit  Längen von 450 m sowie einer Breite von 150 m und weist dabei eine Fläche von 4 ha (0,4 km²) auf. 

## Fauna und Flora
Mōkapu stellt ein bedeutendes Rückzugsgebiet für seltene Pflanzen Hawaiis dar. Auf ihr kommen 29 teils gefährdete, indigene Pflanzen vor, darunter Pittosporum halophilum, eine Art der Klebsamen oder Lepidium bidentatum, eine Art der Kressen. Zahlreiche Seevögel wie der Weißschwanz-Tropikvogel (Phaethon lepturus), der Rotschwanz-Tropikvogel (Phaethon rubricauda) oder der Keilschwanz-Sturmtaucher (Puffinus pacificus, hawaiisch: ʻuaʻu kani oder hōʻio) brüten auf der Insel. Mōkapu Island ist daher, wie viele weitere kleine Inseln Hawaiʻis auch, ein Hawaiʻi State Seabird Sanctuary (Vogelschutzgebiet) und darf nicht betreten werden. Um den Schutz der einheimischen Pflanzen und Tiere zu verbessern wurden die letzten Ratten (Rattus exulans) auf der Insel ausgerottet und die Insel im Februar 2008 für „rattenfrei“ erklärt.